# Winter Kills
Winter Kills is een Amerikaanse thriller uit 1979.

## Rolverdeling
| Acteur           | Personage       |
| ---------------- | --------------- |
| John Huston      | pa Kegan        |
| Sterling Hayden  | Z. K. Dawson    |
| Elizabeth Taylor | Lola Comante    |
| Jeff Bridges     | Nick Kegan      |
| Joe Spinell      | Arthur Fletcher |
| Belinda Bauer    | Yvette Malone/  |
| Anthony Perkins  | John Cerruti    |
| Eli Wallach      | Joe Diamond     |
| Toshiro Mifune   | Keith           |
| Dorothy Malone   | Emma Kegan      |
| Susan Walden     |                 |
| Tomas Milian     | Frank Mayo      |
| Ralph Meeker     | Gameboy Baker   |
| Richard Boone    | Keifitz         |